# Sălbaticul
Sălbaticul  (titlul original: în franceză Le sauvage) este un film de comedie franco-italian, realizat în 1975 de regizorul Jean-Paul Rappeneau, protagoniști fiind actorii Yves Montand și Catherine Deneuve. 

## Distribuție
- Yves Montand – Martin Coutances
- Catherine Deneuve – Nelly Ratabou
- Luigi Vannucchi – Vittorio
- Tony Roberts – Alex Fox
- Bobo Lewis – Miss Mark
- Dana Wynter – Jessie Coutances
- Gabriel Cattand – Delouis
- Vernon Dobtcheff – Coleman
- Luis Gerardo Tovar – Ribeiro
- Geoffrey Carey – asistentul doamnei Coutances
- Toni Maestri
- Rina Franchetti – mama lui Vittorio
- Luisa Maris
- Aurora Maris
- Carlo Plattner
- Peggy Romero – tânăra negresă

## Nominalizări
În 1976 filmul a fost nominalizat pentru Premiul César la categoriile:
- César pentru cea mai bună actriță: (Catherine Deneuve)
- César pentru cel mai bun regizor
- César pentru cel mai bun montaj
- César pentru cea mai bună imagine

dar nu a reușit să obțină nici un premiu.